# Бруднов, Константин Петрович
Константин Петрович Бруднов (1937—2002) — советский артист балета.

## Биография
Родился 16 января 1937 года в Нерчинске. Отец Петр Степанович — летчик, мать Марфа Михайловна — домохозяйка, брат Юрий — военный специалист.
В 1956 году в возрасте 19 лет поступил в младший класс Киевского хореографического училища.
В 1957 году стал учиться в Вагановском училище в классе В. И. Шелкова, посещал также занятия у Б.Соловьева и заслуженного деятеля искусств РСФСР Александра Ивановича Пушкина.Талантливого юношу приняли сразу в 7 класс училища, где он жил в общежитии вместе с Рудольфом Нуреевым, Эгонтом Бишофом (впоследствии главным балетмейстером Берлинской Оперы).
В 1959 году в выпускном спектакле «Шопениана» Бруднов танцевал с М. Алфимовой (дочь Касьяна Голейзовского), второе отделение — па-де-де из третьего акта «Лебединого озера» Константин танцевал с Нинелью Кургапкиной (балерина, народная артистка СССР).
В этом же 1959 году Бруднова приглашают в труппу Кировского театра, на сцене которого протанцевал год.
С 1961 года выступал в Новосибирском театре оперы и балета, где исполнял ведущие партии. Потом был Киевский театр, потом Свердловский театр оперы и балета, где был солистом с 1965 года по 1968 год. За свою небольшую звездную творческую жизнь Константин успел станцевать лучшие мужские партии в таких балетах, как: «Жизель», «Дон Кихот», «Барышня и Хулиган», «Лебединое озеро», «Легенда о любви», «Ленинградская симфония», «Вальпургиева ночь», «Бахчисарайский фонтан».
Творческая жизнь артиста, в силу ряда причин, сложилась драматически, он рано покинул сцену. Остались только воспоминания очевидцев, черно-белые фотографии и школьные тетрадки с собственными рисунками балетных номеров и балетом «Дама с камелиями», нарисованными Брудновым в тюремном заключении.
В 1992 году в планах Творческого объединения документальных фильмов Свердловской киностудии «Надежда» было снять фильм о Бруднове. По замыслу создателей, фильм должен был носить название «Антре для Дамы с камелиями или Тюремные фантазии», но планы эти не воплотились в жизнь из-за смерти редактора фильма Ю. А. Спасского.
Скончался в 2002 году в Екатеринбурге. Похоронен на Широкореченском кладбище.

## Личная жизнь
Первая жена — Окатова Маргарита Петровна (сын Петр, 1968 г.р.)
Вторая жена (с августа 1985 года) — Бруднова (Тулякова) Людмила Ивановна (в настоящее время проживает в г. Москве).